# قلعه آخکند
قلعه آخکند مربوط به هزاره سوم است و در شهرستان سقز، روستای آخکند واقع شده و این اثر در تاریخ ۲۵ اسفند ۱۳۸۰ با شمارهٔ ثبت ۵۱۰۴ به‌عنوان یکی از آثار ملی ایران به ثبت رسیده است.